# Neusiedl an der Zaya
Neusiedl an der Zaya è un comune austriaco di 1 233 abitanti nel distretto di Gänserndorf, in Bassa Austria; ha lo status di comune mercato (Marktgemeinde).